# Alloeocarpa
Alloeocarpa is een geslacht van zakpijpen uit de familie van de Styelidae.

## Soorten
- Alloeocarpa aequatorialis Millar, 1953
- Alloeocarpa affinis Bovien, 1921
- Alloeocarpa bacca Ärnbäck, 1929
- Alloeocarpa bigyna Monniot C., 1978
- Alloeocarpa bridgesi Michaelsen, 1900
- Alloeocarpa capensis Hartmeyer, 1912
- Alloeocarpa incrustans (Herdman, 1886)
- Alloeocarpa loculosa Monniot C., 1974
- Alloeocarpa minuta Brewin, 1951

Niet geaccepteerde soorten:
- Alloeocarpa emilionis Michaelsen, 1900 → Alloeocarpa incrustans (Herdman, 1886)
- Alloeocarpa hupferi Michaelsen, 1904 → Distomus hupferi (Michaelsen, 1904)
- Alloeocarpa intermedia Michaelsen, 1900 → Alloeocarpa incrustans (Herdman, 1886)
- Alloeocarpa rudentiformis Sluiter, 1915 → Distomus rudentiformis (Sluiter, 1915)
- Alloeocarpa zschaui Michaelsen, 1900 → Alloeocarpa incrustans (Herdman, 1886)